# 奥沙西泮
奥沙西泮（Oxazepam），別名去甲羟安定，商品名舒宁（Serax），是苯二氮卓类镇静催眠药，与同类药物相比半衰期较短，不经过肝脏代谢，与之类似的药物只有劳拉西泮，临床上一般用于抗焦虑，也用于治疗伴有肝病的酒戒断综合征。剂型为片剂，15 mg/片，用法：15 mg/次，每日两次。